# Coppa Ciano 1931
Coppa Ciano 1931 je bila šestnajsta neprvenstvena dirka v sezoni Velikih nagrad 1931. Odvijala se je 2. avgusta 1931 v italijanskem mestu Montenero. Na isti dan sta potekali tudi dirki Avusrennen in Circuit du Dauphiné.

## Rezultati

### Dirka
| Poz | Št | Dirkač              | Moštvo                     | Dirkalnik            | Krogi | Čas/Odstop          |
| --- | -- | ------------------- | -------------------------- | -------------------- | ----- | ------------------- |
| 1   | 11 | Tazio Nuvolari      | Alfa Corse                 | Alfa Romeo Monza     | 10    | 2:23:40,8           |
| 2   | 24 | Louis Chiron        | Automobiles Ettore Bugatti | Bugatti T51          | 10    | + 43,8 a            |
| 3   | 31 | Luigi Fagioli       | Officine Alfieri Maserati  | Maserati 26M         | 10    | + 3:07,8            |
| 4   | 14 | Giuseppe Campari    | Alfa Corse                 | Alfa Romeo Tipo A    | 10    | + 3:46,6            |
| 5   | 25 | Achille Varzi       | Automobiles Ettore Bugatti | Bugatti T51          | 10    | + 5:15,6            |
| 6   | 13 | Franco Cortese      | Alfa Corse                 | Alfa Romeo Monza     | 10    | + 9:51,2            |
| 7   | 16 | Guido d'Ippolito    | Alfa Corse                 | Alfa Romeo 6C-1750GS | 10    | + 14:58,2           |
| 8   | 34 | Piero Taruffi       | Fabbrica Auto Itala        | Itala 75             | 10    | + 15:31,6           |
| 9   | 27 | Luigi Castelbarco   | Privatnik                  | Bugatti T35C         | 10    | + 15:53,6           |
| 10  | 17 | Guglielmo Carraroli | Privatnik                  | Alfa Romeo 6C-1750GS | 10    | + 18:40,6           |
| 11  | 18 | Giovanni Ionach     | Privatnik                  | Alfa Romeo 6C-1750   | 9     | +1 krog             |
| 12  | 35 | Amedeo Ruggeri      | Privatnik                  | Talbot T700          | 9     | +1 krog             |
| DSQ | 28 | Eugenio Fontana     | Privatnik                  | Bugatti T35          | 10    | Nelegalen menjalnik |
| Ods | 26 | Pietro Ghersi       | Privatnik                  | Bugatti T35B         | 9     | Svečke              |
| Ods | 32 | Clemente Biondetti  | Officine Alfieri Maserati  | Maserati 26          | 9     | Dovod goriva        |
| Ods | 38 | Calzolari           | Privatnik                  | OM 665               | 5     |                     |
| Ods | 19 | Carlo Gazzabini     | Privatnik                  | Alfa Romeo Monza     | 5     |                     |
| Ods | 30 | Emilio Romano       | Privatnik                  | Bugatti T35B         | 5     |                     |
| Ods | 23 | Luigi Catalini      | Privatnik                  | Alfa Romeo 6C-1750   | 5     |                     |
| Ods | 29 | Giovanni Minozzi    | Privatnik                  | Bugatti T35C         | 4     |                     |
| Ods | 22 | Stefano Giulay      | Privatnik                  | Alfa Romeo 6C-1750   | 4     |                     |
| Ods | 21 | Gaspare Bona        | Privatnik                  | Alfa Romeo 6C-1750   | 3     |                     |
| Ods | 36 | Roberto di Vecchio  | Privatnik                  | Talbot T700          | 3     |                     |
| Ods | 15 | Francesco Severi    | Alfa Corse                 | Alfa Romeo 6C-1750GS | 2     | Trčenje             |
| Ods | 12 | Baconin Borzacchini | Alfa Corse                 | Alfa Romeo Monza     | 1     | Sklopka             |
| Ods | 33 | Domenico Cerami     | Privatnik                  | Maserati 26          | 1     | Meh. okvara         |
| Ods | 20 | Umberto Klinger     | Privatnik                  | Alfa Romeo 6C-1750GS | 1     | Meh. okvara         |